# Gevaert
Gevaert Photo-Producten, N. V. war ein belgisches Fotounternehmen. Es gehörte bis etwa 1960 zu den großen Weltfirmen der Fotowirtschaft und war unter anderem bekannt für hochqualitative Fotopapiere, Schwarzweiß-Fotoemulsionen und Farbfilme sowie als Hersteller von Fotoplatten für die Berufsfotografie, für Astrografen (siehe auch AGK3) und für spezielle Anwendungen in der Physik.

## Geschichte

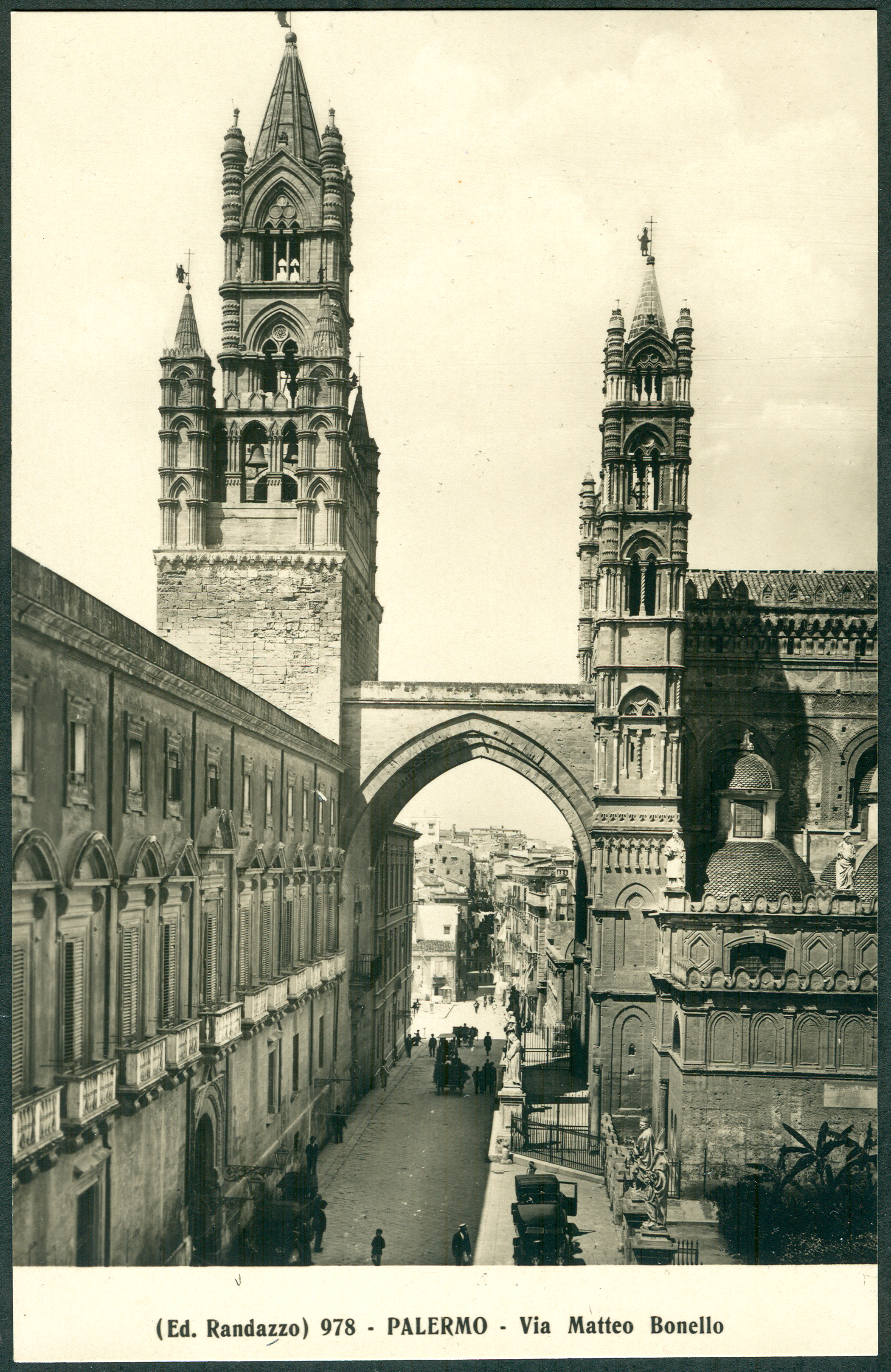
Ansichtskarte Nummer 978 aus der Edition Randazzo, hier der Blick durch die Via Matteo Bonello mit dem Museo Diocesano di Palermo

Gevaert wurde 1894 von Lieven Gevaert in Antwerpen gegründet und produzierte zunächst nur Fotopapiere.

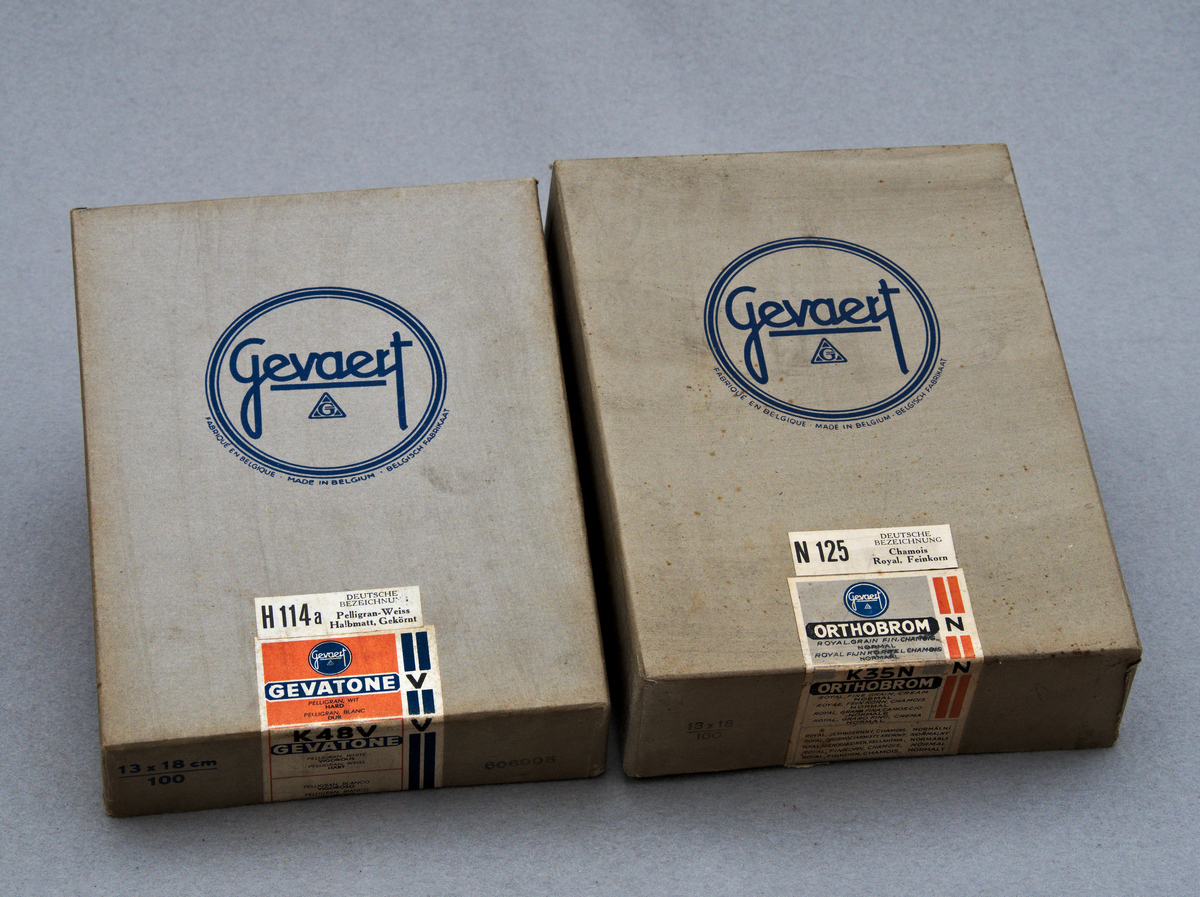
Gevaert Photopapier

1964 fusionierten Gevaert und die Agfa AG zur Agfa-Gevaert-Gruppe. Diese Fusion war die erste zweier Aktiengesellschaften aus unterschiedlichen europäischen Ländern.